# 1976 في مصر
فيما يلي قوائم الأحداث التي وقعت خلال عام 1976 في مصر.

## أحداث
- 2 أكتوبر – الاستفتاء الرئاسي المصري 1976

## أفلام
من الأفلام التي صدرت هذه السنة في مصر:
- 1 يناير – أخواته البنات من إخراج هنري بركات.
- 1 يناير – دائرة الانتقام من إخراج سمير سيف.
- 1 يناير – عالم عيال عيال من إخراج محمد عبد العزيز.
- 1 يناير – عندما يسقط الجسد من إخراج نادر جلال.
- 1 يناير – عودة الابن الضال من إخراج يوسف شاهين.
- 1 يناير – فيفا زلاطا
- 21 مايو – لا يا من كنت حبيبي من إخراج حلمي رفلة.
- 24 سبتمبر – رحلة الأيام من إخراج هنري بركات.
- 18 أكتوبر – العش الهادئ
- 24 أكتوبر – أزواج طائشون

## مواليد

### يناير
- 1 يناير – دعاء علي فنانة مصرية.

### فبراير
- 15 فبراير – عماد النحاس لاعب كرة قدم مصري.
- 24 فبراير – بشير التابعي لاعب كرة قدم مصري.

### يونيو
- 23 يونيو – مصطفى محمد فضيل

### أكتوبر
- 4 أكتوبر – عمرو فهيم لاعب كرة قدم مصري.
- 6 أكتوبر – خالد بيبو لاعب كرة قدم مصري.

### نوفمبر
- 16 نوفمبر – إسلام الشاطر لاعب كرة قدم مصري.
- 18 نوفمبر – منى زكي فنانة مصرية.
- 20 نوفمبر – محمد بركات لاعب كرة قدم مصري.

### ديسمبر
- 1 ديسمبر - عمرو مرزوق، كاتب وروائي مصري.
- 7 ديسمبر – بسمة، ممثلة مصرية.
- 14 ديسمبر – شريف فتحي المشد.
- 15 ديسمبر - الروائي المصري أحمد مدحت سليم

## وفيات

### مارس
- 23 مارس – أحمد ضياء الدين (مواليد 1912)

### أبريل
- 18 أبريل – محمود يونس (مواليد 1911)

### يونيو
- 2 يونيو – عبد الرحمن عزام (مواليد 1893)

### ديسمبر
- 10 ديسمبر – فتحية بنت فؤاد الأول (مواليد 1930)